# Manfred Weber
Manfred Weber (Niederhatzkofen, 1972. július 14. –) német politikus, az Európai Parlament tagja. Az Európai Néppárthoz (EPP) tartozó  Bajor Keresztényszociális Unió tagja.
Az Európai Néppárt európai parlamenti (EP) képviselőcsoportjának vezetője.
2014 és 2019 között az EP legfiatalabb frakcióvezetője volt, és az EPP-nek sem volt még nála fiatalabb frakcióvezetője. 2022-től az Európai Néppárt elnöke. A párt 2025 tavaszán tartott kongresszusán 502 szavazattal, 61 szavazat ellenében újraválasztották.

## Életpályája
1996-ban szerzett mérnöki diplomát. Ugyanebben az évben megalapította a DG Beratung GmbH tanácsadó céget, majd 1998-ban megalapította a G+U GbR-t.

### A politikában
2002 óta a Kelheimi Regionális Tanács tagja. 2002 és 2004 között a Bajor Tartományi Gyűlés (Bayerischer Landtag) tagja volt.
2003-ban (29 éves korában) a bajor tartományi választásokon a legfiatalabb parlamenti képviselő lett.
2003 és 2007 között a bajor Fiatal Unió (Junge Union) tartományi elnöke volt. Később a CSU végrehajtó testületének tagja, a CSU alsó-bajorországi elnöke lett.
Az Európai Néppárt helsinki kongresszusán 2018. november 8-án nagy többséggel Manfred Webert választotta meg csúcsjelöltjévé az Európai Bizottság 2019. tavaszi, európa parlamenti választások után lemondó bizottsági elnökének, Jean-Claude Junckernek  helyére. Akkor Orbán Viktor, a Fidesz elnöke is Webert támogatta.
2018-ban őszén Weber a Sargentini-jelentés elfogadása mellett érvelt és meg is szavazta azt Strasbourgban.
2018. december 11-én úgy fogalmazott, hogy ő Magyarország ellen szavazott az ország jogállamisági vizsgálatát megindító, úgynevezett „hetes cikkely” megszavazásával, nem Orbán Viktor vagy a Fidesz ellen, mikor arról kérdezték, mit szól a CEU Budapestről Bécsbe költözéséhez, miután korábban elítélte az egyetemmel szembeni kormányzati lépéseket. Weber későbbi magyarázata szerint ezzel arra utalt, hogy sérelmezi az uniós döntések belföldi politikai célokra történő felhasználását, hozzátéve, hogy a lehető legnagyobb tisztelettel viseltet a magyar nép és Magyarország iránt.
2019 februárjában többen annak kapcsán kérdezték, hogy hogy tudja összeegyeztetni az európai értékek védelmét Orbán Néppártban tartásával. Válaszában elmondta, hogy megszavazta ugyan a hetes cikkely szerinti eljárást, de tiszteletben tartja, hogy a magyar választók többsége Orbánra szavazott. Hozzátette, hogy a Fidesz Néppártból történő kizárása Európa további szétszakadását vonhatja maga után, ahogy szerinte David Cameron esetében is történt, mely a Brexithez vezetett. Azonban miután a Néppárt ötöde a Fidesz kizárását kezdeményezte, Weber több kritikát is megfogalmazott és egyértelműsítette, hogy a Fidesz politikája szembemegy az európai értékekkel, és ennek érdekében kész konkrét lépések megtételére is.
Miután az Orbán-kormány Soros Györgyöt és Jean-Claude Junckert lejárató Brüsszel-ellenes plakátkampányba kezdett, Weber három feltételt szabott a Fidesz Néppártban maradásának: Orbán kérjen bocsánatot a Néppárt azon tagjaitól, akiket megsértett, fejezzék be a Brüsszel-ellenes kampányt és a CEU maradhasson Budapesten. 2019. március 12-én Budapestre is látogatott, hogy itt tovább egyeztessen Orbánnal. (Érdekesség, hogy a repülőtérről a belvárosba vezető utak mentén eltüntették, illetve leragasztották a Sorost és Junckert ábrázoló plakátokat.) Weber Budapesten Orbán mellett a CEU-ra és a Dohány utcai Zsinagógába is ellátogatott. Weber később úgy nyilatkozott, hogy nem tárgyalni ment Orbánhoz, hanem megmondani neki mit kell tennie, ugyanakkor a budapesti sajtótájékoztatóján kerülte a konkrét válaszokat és kritikákat. Bár Orbán elküldte bocsánatkérő leveleit a képviselőknek, és ígéretet tett a plakátkampány befejezésére, a CEU helyzete nem változott. A bocsánatkérést Weber a Fidesz első pozitív jeleként értelmezte, ami azonban nem oldja meg a párt néppárti helyzetét. Weber később javasolta egy, az EU tagországainak jogállami elveinek érvényesülését ellenőrző testület létrehozását is.
2019. március 20-án a Néppárt elsöprő többsége felfüggesztette a Fidesz tagságát, amit a párttal kapcsolatos vizsgálat követ Herman Van Rompuy, Wolfgang Schüssel és Hans-Gert Pöttering által, csak azután válik véglegessé a Fidesz néppárti tagságának kérdése. Weber úgy nyilatkozott, hogy ezen idő alatt a Fidesz minden néppárti jogosultságát visszavonták. Weber azt is mondta, hogy ezután már a saját kampányával kíván foglalkozni. Egyes vélemények szerint a döntést kompromisszumosan úgy hozták meg, hogy az mind a Fidesznek, mind a Néppártnak a legkisebb presztízsveszteséget okozza a májusi európai parlamenti választások előtt. Ettől függetlenül Weber március 27-én újra szorgalmazta az Európai Parlamentben a Magyarországgal és Lengyelországgal kapcsolatos jogállamisági kérdések megvitatását az Európai Tanácsban, amit eddig halogattak.
Weber később már úgy nyilatkozott, hogy nem akar az Európai Bizottság elnöke lenni, ha ez csak fideszes szavazatok árán lehetséges. A nyilatkozatra a Fidesz EU-ügyi államtitkára, Varga Judit úgy reagált, hogy „Weber vérig sértette a magyarokat”. Egy másik interjúban egyértelműsítette, hogy a Néppárt függesztette fel a Fidesz tagságát, miután a Fidesz részéről ennek fordítottja hangzott el, ekkor sem zárta ki a Fidesz kizárását, valamint a CEU lehetséges jövőjéről beszélt.
Weber üdvözölte Sebastian Kurz osztrák kancellár javaslatát az uniós szerződés újratárgyalására, aki szerint az új kihívások miatt korszerűsíteni kellene a lisszaboni szerződést.
2019. május 6-án, alig fél évvel Weber néppárti csúcsjelöltkénti támogatásának biztosítása után Orbán Viktor már nem tartotta támogathatónak Webert, annak fideszes szavazatokra tett kijelentésére hivatkozva, amit Orbán magyar szavazatokként aposztrofált, majd hozzátette, hogy a Néppártban a „bevándorláspártiak” kerültek fölénybe. Weber úgy reagált, hogy Magyarország Orbánnal rossz irányba tart.
Bár kezdetben esélyes befutónak tűnt, 2019 júliusára többen ellene fordultak, leginkább azt kifogásolva, hogy megalkuvó és nincsenek saját elképzelései az EU jövőjére, hozzátéve, hogy nem lépett fel elég erélyesen a Fidesz ellen annak botrányai után. Helyette Frans Timmermans és Ursula von der Leyen neve merült fel. Weber ezek után bejelentette, hogy nem harcol tovább a pozícióért, és hogy szerinte Emmanuel Macron és Orbán lehetetlenítette el a csúcsjelöltségét, ami ennek az intézmények a végét is jelenti. A Európai Bizottság elnökének végül szűk többséggel Ursula von der Leyent választották.
2019 decemberében úgy nyilatkozott a Spiegelnek, hogy ha rajta múlik a Fidesz nem tér vissza a Néppártba, mert véleménye szerint „Eddig sem a Fidesz, sem Orbán Viktor nem használta ki az időt arra, hogy reagáljon azokra a kritikákra, amelyek a felfüggesztéshez vezettek".
2020 januárjában szintén kritizálta Orbánt, miután a miniszterelnök évértékelő sajtótájékoztatóján bírálta a Néppárt politikáját. Weber szerint a 40 százalékon nyert Néppárt irányvonalai és értékéi világosak, ezért nem kér Orbántól kioktatást. Közben a Fidesz néppárti kizárása is megfeneklett, miután az ezt vizsgáló 
Herman Van Rompuy, Wolfgang Schüssel és Hans-Gert Pöttering nem tudtak megegyezni a kizárásról, ezért azt 2021-re halasztották.
A 2020. január 31-én jogilag végbement Brexitet is kritizálta, mondván bár a britek demokratikusan döntöttek erről, az Unió jövőjét is meghatározza a kilépés és a britek kesőbbi viszonya az Unióval, mert az egység végét is jelentheti, ha egy ország csak a számára kedvező döntéseket szemezgeti ki a tagság révén.
A 2020-ban kitört koronavírus-járvány idején elfogadott magyar koronavírus-törvény kapcsán a Néppárt 13 tagpártja kérte Webertől és Donald Tusktól a Fidesz kizárását, de erről csak a járvány elmúltával fognak dönteni. Kifogásolta azt is, hogy szerinte a kínai cégek, kihasználva a járványt olcsón kívánnak európai vállalatokat felvásárolni, ezért legalább egy évre átvételi moratóriumot javasolt. Hozzátette, hogy az Európai Számvevőszék, az Európai Bizottság és az Európai Parlament közvetlen ellenőrzése alá kell vonni a koronavírus-járvány gazdasági hatásainak ellensúlyozására tervezett helyreállítási alap forrásainak felhasználását.
Bírálta Orbánt a magyar kormány novemberben bejelentett vétója miatt is, amivel az Unió költségvetésének elfogadását akadályoznák, miután az Unió jogállamisági feltételekhez kötné a támogatások kifizetését. Weber szerint ha nem lenne járvány a Néppárt már kizárta volna a Fideszt, ezen kívűl hozzátette, hogy ha a Fideszben azt állítják, hogy az igazságszolgáltatás független és a média szabad, akkor nincs semmi félnivalójuk ezen feltételektől. Deutsch Tamás fideszes EP-képviselő Weber érvelését a Gestapo és az ÁVH retorikájához hasonlította, mellyel hatalmas felháborodást okozott a Néppárton belül, Deutsch kizárását kezdeményezve. Deutsch szerint mindjárt a nyilatkozata után levélben kért bocsánatot Webertől, ám ezt itthon napokig titkolta. Orbán is írt levelet Webernek, ez azonban az MTI-ben jelent meg, ebben arról írt, hogy szerinte „az európai sajtó ideológiai alapú médiacenzúrát alkalmaz”, amivel a magyarokra akarják kényszeríteni az akaratukat. Weber is elfogadhatatlannak nevezte Deutsch véleményét. Deutschot végül nem zárták ki, de a frakciótagsághoz fűződő összes jogosultságát megvonták.
2021. március elején lépett ki a Fidesz a Néppárt frakciójából, miután annak elsöprő többsége új szabályokat szavazott meg többek közt a lehetséges kizárásokat illetően, Szijjártó Péter külügyminiszter emiatt kemény szavakkal kritizálta Webert, aki minderre úgy reagált, hogy „a döntést a Fidesz kilépéséről Budapesten hozták meg, és mi ezt tiszteletben tartjuk”, és hogy „Orbán Viktor megszemélyesített ellenségképeket gyárt, azokból él” […] „Aki homokzsáknak tekinti az Európai Uniót, provokatívan folyton ostorozza a »brüsszeli elitet«, viszont elfordul a jogállamtól, az búcsút int a kereszténydemokrácia alapelveinek”.

## Külső hivatkozások
- Hivatalos oldala
- Profilja az Európai Parlament honlapján